# San Sebastiano da Po
San Sebastiano da Po is een gemeente in de Italiaanse provincie Turijn (regio Piëmont) en telt 1874 inwoners (31-12-2004). De oppervlakte bedraagt 16,6 km², de bevolkingsdichtheid is 113 inwoners per km².
De volgende frazioni maken deel uit van de gemeente: Abate, Caserma, Colombaro Moriondo, Saronsella, Villa.

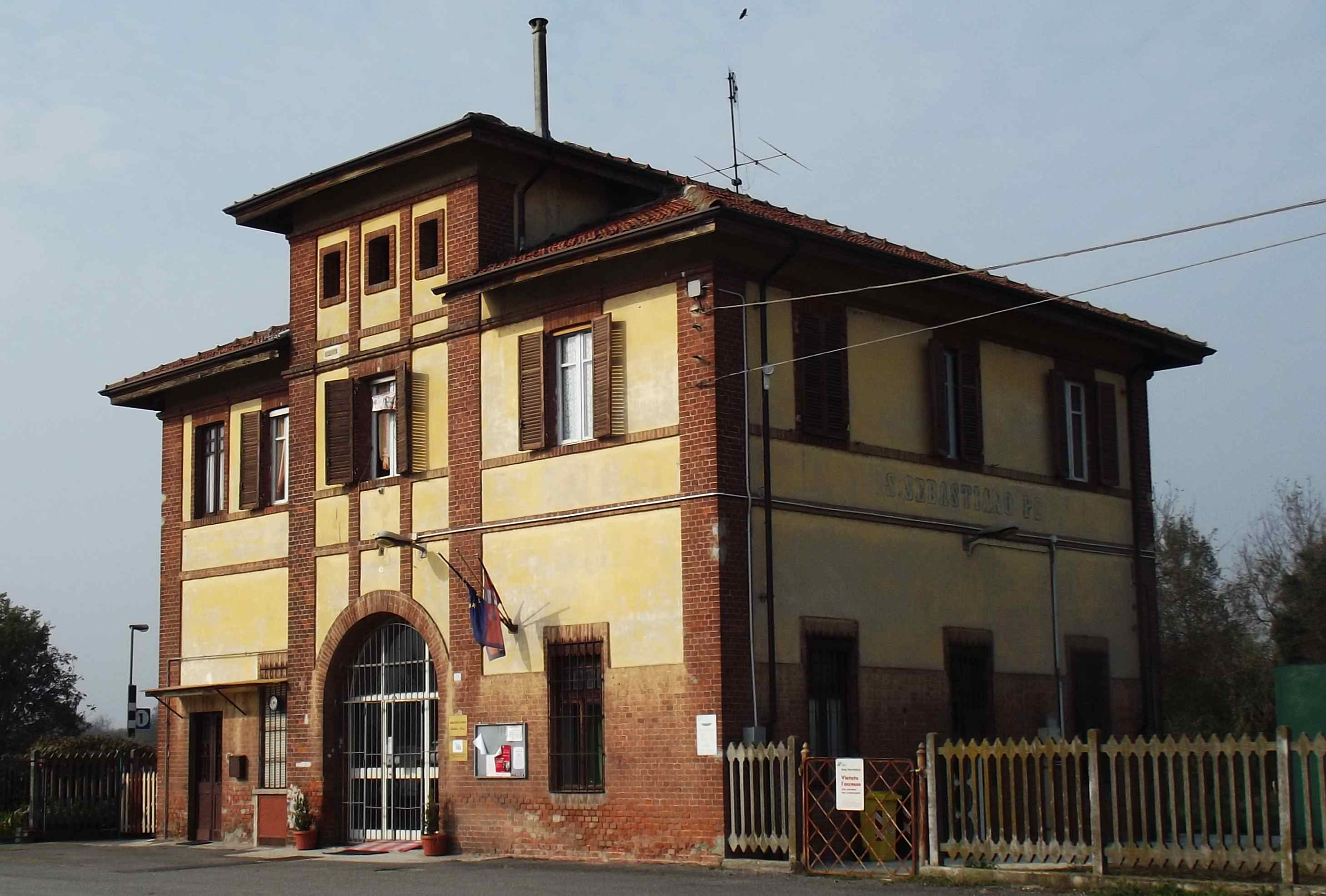
Station van San Sebastiano da Po
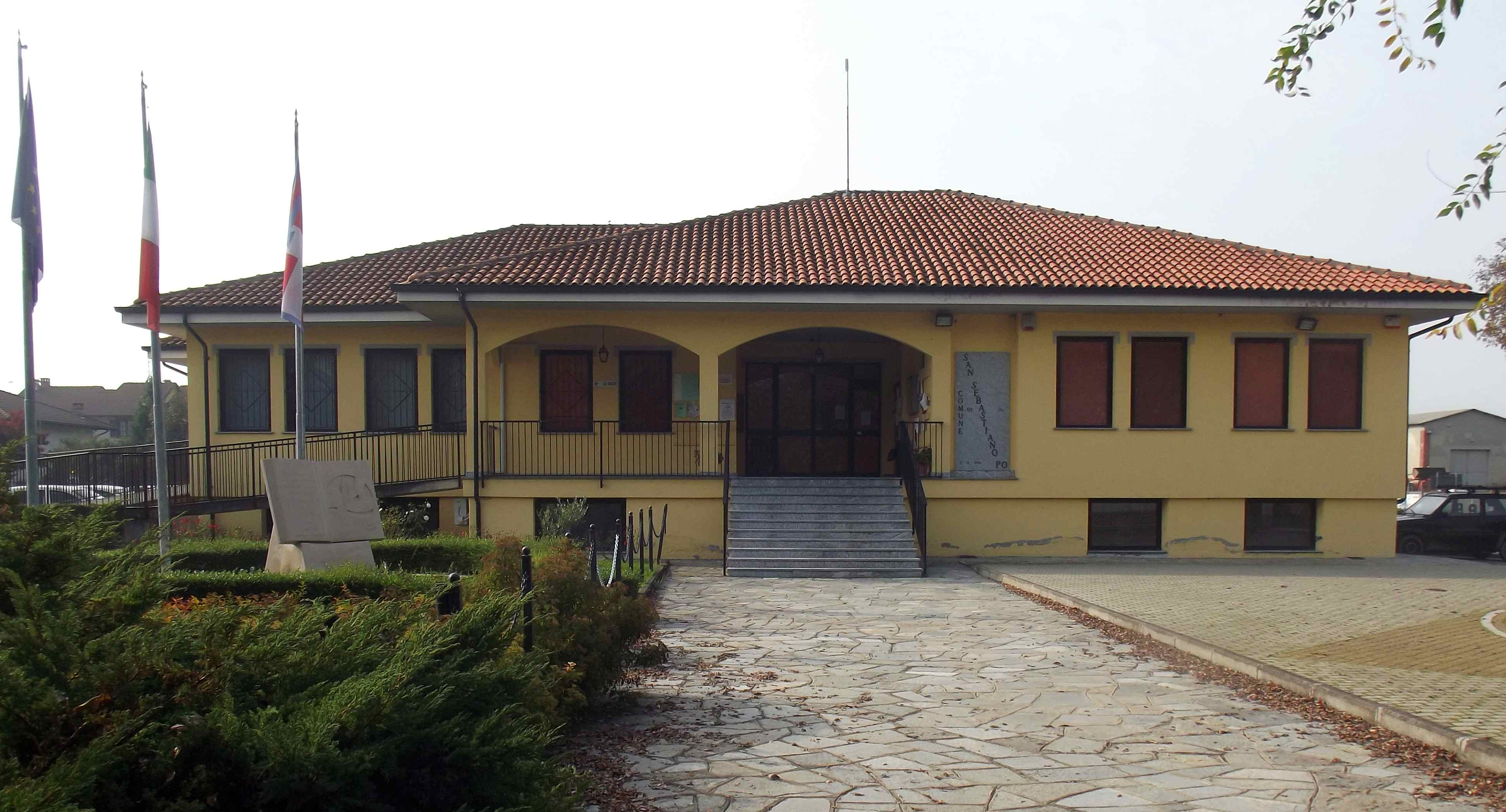
Gemeentehuis

## Demografie
San Sebastiano da Po telt ongeveer 793 huishoudens. Het aantal inwoners steeg in de periode 1991-2001 met 9,7% volgens cijfers uit de tienjaarlijkse volkstellingen van ISTAT.
| Jaar | Inwoneraantal |
| ---- | ------------- |
| 1991 | 1633          |
| 2001 | 1791          |

## Geografie
San Sebastiano da Po grenst aan de volgende gemeenten: Chivasso, Verolengo, Lauriano, Castagneto Po, Casalborgone.
1. ↑  https://demo.istat.it/?l=it.